# Calathea pavonina
Calathea pavonina là một loài thực vật có hoa trong họ Marantaceae. Loài này được (K.Koch & Linden) Petersen mô tả khoa học đầu tiên năm 1890.